# Charles Bathurst
Pour les articles homonymes, voir Bathurst.
Charles Bathurst, 1er vicomte Bledisloe, né le 21 septembre 1867 à Londres et mort le 3 juillet 1958 à Lydney (Gloucestershire), est un administrateur colonial  et homme d'État britannique, 4e gouverneur général de Nouvelle-Zélande, en fonction du 19 mars 1930 au 15 mars 1935.